# Marele Premiu al Japoniei
Marele Premiu al Japoniei este o cursă organizată anual în Suzuka, Japonia care face parte din calendarul Formulei 1. Prima cursă a avut loc in 1963 în Suzuka.

## Istoric

### Origini
Primul Mare Premiu al Japoniei a fost ținut ca o cursă de mașini sport pe Circuitul Suzuka, la 80 de kilometri sud-vest de Nagoya, în mai 1963. În 1964, cursa a avut loc din nou la Suzuka. Acest lucru a marcat începutul curselor auto în Japonia. Pentru următoarele opt curse, Marele Premiu non-campionat a fost organizat pe Circuitul Internațional Fuji, la 64 de kilometri la vest de Yokohama, și 106 kilometri la vest de capitala japoneză Tokyo.

### Formula 1
În 1976, cursa a intrat în calendarul Formulei 1 cu Circuitul Internațional Fuji. Cursa a prezentat lupta pentru titlu dintre James Hunt și Niki Lauda, desfășurată în condiții musonice. Lauda, care nu s-a întors de mult după accidentul său aproape fatal la Marele Premiu al Germaniei la începutul anului, s-a retras din cursă spunând că viața lui este mai importantă decât campionatul. Hunt a terminat al treilea pentru a lua campionatul la o diferență de un punct.
Hunt a câștigat cursa în anul următor, dar evenimentul a fost marcat de o tragedie. Gilles Villeneuve și Ronnie Peterson s-au ciocnit, trimițând Ferrari-ul lui Villeneuve într-o zonă restrânsă, ucigând doi spectatori. După aceasta, cursa a lipsit din calendar timp de un deceniu.
F1 s-a întors în Japonia în 1987 intr-un nou loc, circuitul Suzuka la sud-vest de Nagoya. Noua locație a văzut încă o luptă decisivă pentru titlu, dar Nigel Mansell a fost rănit după ce și-a izbit Williams-ul în antrenamente, deci a ieșit din cursă, permițându-i colegului său de echipă, Nelson Piquet, să câștige titlul.
De la revenirea în calendar, Marele Premiu al Japoniei s-a dovedit a fi extrem de popular în rândul fanilor. S-a organizat un buletin de vot pentru biletele pentru cursa din 1990; trei milioane de spectatori au aplicat pentru cele 120.000 de bilete disponibile.
La sfârșitul anului 2006, s-a anunțat că evenimentul va reveni pe noul proiectat Fuji în anul următor; Fuji a organizat evenimentul în 2007 și 2008, dar apoi s-a decis ca Marele Premiu să alterneze între cele două piste. Cu toate acestea, în 2009, proprietarii circuitului Fuji, Toyota, au decis că nu își mai permit să găzduiască un alt Mare Premiu din cauza crizei economice globale. Cursa s-a bucurat de o întoarcere sărbătorită la Suzuka, un circuit care a fost întotdeauna popular la pentru piloți, echipe și spectatori.

## Edițiile Marelui Premiu al Japoniei (Formula 1)
| An          | Pole position      | Cel mai rapid tur     | Pilotul câștigător | Constructorul câștigător   | Circuit           | Raport            |
| ----------- | ------------------ | --------------------- | ------------------ | -------------------------- | ----------------- | ----------------- |
| 2024        | Max Verstappen     | Max Verstappen        | Max Verstappen     | Red Bull Racing-Honda RBPT | Suzuka            | Raport            |
| 2023        | Max Verstappen     | Max Verstappen        | Max Verstappen     | Red Bull Racing-Honda RBPT | Suzuka            | Raport            |
| 2022        | Max Verstappen     | Zhou Guanyu           | Max Verstappen     | Red Bull Racing-RBPT       | Suzuka            | Raport            |
| 2021        | Nu s-a desfășurat  | Nu s-a desfășurat     | Nu s-a desfășurat  | Nu s-a desfășurat          | Nu s-a desfășurat | Nu s-a desfășurat |
| 2020        | Nu s-a desfășurat  | Nu s-a desfășurat     | Nu s-a desfășurat  | Nu s-a desfășurat          | Nu s-a desfășurat | Nu s-a desfășurat |
| 2019        | Sebastian Vettel   | Lewis Hamilton        | Valtteri Bottas    | Mercedes                   | Suzuka            | Raport            |
| 2018        | Lewis Hamilton     | Sebastian Vettel      | Lewis Hamilton     | Mercedes                   | Suzuka            | Raport            |
| 2017        | Lewis Hamilton     | Valtteri Bottas       | Lewis Hamilton     | Mercedes                   | Suzuka            | Raport            |
| 2016        | Nico Rosberg       | Sebastian Vettel      | Nico Rosberg       | Mercedes                   | Suzuka            | Raport            |
| 2015        | Nico Rosberg       | Lewis Hamilton        | Lewis Hamilton     | Mercedes                   | Suzuka            | Raport            |
| 2014        | Nico Rosberg       | Lewis Hamilton        | Lewis Hamilton     | Mercedes                   | Suzuka            | Raport            |
| 2013        | Mark Webber        | Mark Webber           | Sebastian Vettel   | Red Bull Racing-Renault    | Suzuka            | Raport            |
| 2012        | Sebastian Vettel   | Sebastian Vettel      | Sebastian Vettel   | Red Bull Racing-Renault    | Suzuka            | Raport            |
| 2011        | Sebastian Vettel   | Jenson Button         | Jenson Button      | McLaren-Mercedes           | Suzuka            | Raport            |
| 2010        | Sebastian Vettel   | Mark Webber           | Sebastian Vettel   | RBR-Renault                | Suzuka            | Raport            |
| 2009        | Sebastian Vettel   | Mark Webber           | Sebastian Vettel   | RBR-Renault                | Suzuka            | Raport            |
| 2008        | Lewis Hamilton     | Felipe Massa          | Fernando Alonso    | Renault                    | Fuji              | Raport            |
| 2007        | Lewis Hamilton     | Lewis Hamilton        | Lewis Hamilton     | McLaren-Mercedes           | Fuji              | Raport            |
| 2006        | Felipe Massa       | Fernando Alonso       | Fernando Alonso    | Renault                    | Suzuka            | Raport            |
| 2005        | Ralf Schumacher    | Kimi Räikkönen        | Kimi Räikkönen     | McLaren-Mercedes           | Suzuka            | Raport            |
| 2004        | Michael Schumacher | Rubens Barrichello    | Michael Schumacher | Ferrari                    | Suzuka            | Raport            |
| 2003        | Rubens Barrichello | Ralf Schumacher       | Rubens Barrichello | Ferrari                    | Suzuka            | Raport            |
| 2002        | Michael Schumacher | Michael Schumacher    | Michael Schumacher | Ferrari                    | Suzuka            | Raport            |
| 2001        | Michael Schumacher | Ralf Schumacher       | Michael Schumacher | Ferrari                    | Suzuka            | Raport            |
| 2000        | Michael Schumacher | Mika Häkkinen         | Michael Schumacher | Ferrari                    | Suzuka            | Raport            |
| 1999        | Michael Schumacher | Michael Schumacher    | Mika Häkkinen      | McLaren-Mercedes           | Suzuka            | Raport            |
| 1998        | Michael Schumacher | Michael Schumacher    | Mika Häkkinen      | McLaren-Mercedes           | Suzuka            | Raport            |
| 1997        | Jacques Villeneuve | Heinz Harald Frentzen | Michael Schumacher | Ferrari                    | Suzuka            | Raport            |
| 1996        | Jacques Villeneuve | Jacques Villeneuve    | Damon Hill         | Williams-Renault           | Suzuka            | Raport            |
| 1995        | Michael Schumacher | Michael Schumacher    | Michael Schumacher | Benetton-Renault           | Suzuka            | Raport            |
| 1994        | Michael Schumacher | Damon Hill            | Damon Hill         | Williams-Renault           | Suzuka            | Raport            |
| 1993        | Alain Prost        | Alain Prost           | Ayrton Senna       | McLaren-Ford               | Suzuka            | Raport            |
| 1992        | Nigel Mansell      | Nigel Mansell         | Riccardo Patrese   | Williams-Renault           | Suzuka            | Raport            |
| 1991        | Gerhard Berger     | Ayrton Senna          | Gerhard Berger     | McLaren-Honda              | Suzuka            | Raport            |
| 1990        | Ayrton Senna       | Riccardo Patrese      | Nelson Piquet      | Benetton-Ford              | Suzuka            | Raport            |
| 1989        | Ayrton Senna       | Alain Prost           | Alessandro Nannini | Benetton-Ford              | Suzuka            | Raport            |
| 1988        | Ayrton Senna       | Ayrton Senna          | Ayrton Senna       | McLaren-Honda              | Suzuka            | Raport            |
| 1987        | Gerhard Berger     | Alain Prost           | Gerhard Berger     | Ferrari                    | Suzuka            | Raport            |
| 1986 – 1978 | Nu s-a desfășurat  | Nu s-a desfășurat     | Nu s-a desfășurat  | Nu s-a desfășurat          | Nu s-a desfășurat | Nu s-a desfășurat |
| 1977        | Mario Andretti     | Jody Scheckter        | James Hunt         | McLaren-Ford               | Fuji              | Raport            |
| 1976        | Mario Andretti     | Jacques Laffite       | Mario Andretti     | Lotus-Ford                 | Fuji              | Raport            |

### Statistici
Cinci piloți au obținut cel puțin câte un hat-trick (pole position, cel mai rapid tur și victorie într-o cursă): Ayrton Senna în 1988, Michael Schumacher în 1995 și 2002, Lewis Hamilton în 2007, Sebastian Vettel în 2012 și Max Verstappen în 2023 și 2024.
Piloții și echipele îngroșate concurează în sezonul actual de Formula 1.

#### Multipli câștigători
| Victorii | Pilot              | Ani                          |
| -------- | ------------------ | ---------------------------- |
| 5        | Michael Schumacher | 1995, 1997, 2001, 2002, 2004 |
| 5        | Lewis Hamilton     | 2007, 2014, 2015, 2017, 2018 |
| 4        | Sebastian Vettel   | 2009, 2010, 2012, 2013       |
| 3        | Max Verstappen     | 2022, 2023, 2024             |
| 2        | Gerhard Berger     | 1987, 1991                   |
| 2        | Ayrton Senna       | 1988, 1993                   |
| 2        | Damon Hill         | 1994, 1996                   |
| 2        | Mika Häkkinen      | 1998, 1999                   |
| 2        | Fernando Alonso    | 2006, 2008                   |

| Victorii | Constructor     | Ani                                                  |
| -------- | --------------- | ---------------------------------------------------- |
| 9        | McLaren         | 1977, 1988, 1991, 1993, 1998, 1999, 2005, 2007, 2011 |
| 7        | Ferrari         | 1987, 1997, 2000, 2001, 2002, 2003, 2004             |
| 7        | Red Bull Racing | 2009, 2010, 2012, 2013, 2022, 2023, 2024             |
| 6        | Mercedes        | 2014, 2015, 2016, 2017, 2018, 2019                   |
| 3        | Benetton        | 1989, 1990, 1995                                     |
| 3        | Williams        | 1992, 1994, 1996                                     |

#### Multipli deținători depole position
| Pole-uri | Pilot              | Ani                                            |
| -------- | ------------------ | ---------------------------------------------- |
| 8        | Michael Schumacher | 1994, 1995, 1998, 1999, 2000, 2001, 2002, 2004 |
| 5        | Sebastian Vettel   | 2009, 2010, 2011, 2012, 2019                   |
| 4        | Lewis Hamilton     | 2007, 2008, 2017, 2018                         |
| 3        | Ayrton Senna       | 1988, 1989, 1990                               |
| 3        | Nico Rosberg       | 2014, 2015, 2016                               |
| 3        | Max Verstappen     | 2022, 2023, 2024                               |
| 2        | Mario Andretti     | 1976, 1977                                     |
| 2        | Gerhard Berger     | 1987, 1991                                     |
| 2        | Jacques Villeneuve | 1996, 1997                                     |

#### Multipli deținători de cel mai rapid tur
| CMRT | Pilot              | Ani                    |
| ---- | ------------------ | ---------------------- |
| 4    | Michael Schumacher | 1995, 1998, 1999, 2002 |
| 4    | Lewis Hamilton     | 2007, 2014, 2015, 2019 |
| 3    | Alain Prost        | 1987, 1989, 1993       |
| 3    | Mark Webber        | 2009, 2010, 2013       |
| 3    | Sebastian Vettel   | 2012, 2016, 2018       |
| 2    | Ayrton Senna       | 1988, 1991             |
| 2    | Ralf Schumacher    | 2001, 2003             |
| 2    | Max Verstappen     | 2023, 2024             |

## Câștigătorii Marelui Premiu al Japoniei (Non-Formula 1)
Câștigătorii edițiilor care nu au făcut parte din Campionatul Mondial de Formula 1.
| An   | Pilot                              | Mașină                | Locație           | Categorie         | Surse                              |                   |
| ---- | ---------------------------------- | --------------------- | ----------------- | ----------------- | ---------------------------------- | ----------------- |
| 1963 | Peter Warr                         | Lotus 23-Ford         | Suzuka            | Mașini sport      | [ 5 ] [ 6 ]                        |                   |
| 1964 | Michael Knight                     | Brabham BT6-Ford      | Suzuka            | Formula Libre     | [ 8 ]                              |                   |
| 1965 | Nu s-a desfășurat                  | Nu s-a desfășurat     | Nu s-a desfășurat | Nu s-a desfășurat | Nu s-a desfășurat                  | Nu s-a desfășurat |
| 1966 | Yoshikazu Sunako                   | Prince R380           | Fuji              | Mașini sport      | [ 10 ] [ 11 ] [ 12 ]               |                   |
| 1967 | Tetsu Ikuzawa                      | Porsche 906           | Fuji              | Mașini sport      | [ 14 ] [ 15 ] [ 16 ]               |                   |
| 1968 | Moto Kitano                        | Nissan R381-Chevrolet | Fuji              | Mașini sport      | [ 18 ] [ 19 ] [ 20 ] [ 21 ]        |                   |
| 1969 | Motoharu Kurosawa Yoshikazu Sunako | Nissan R382           | Fuji              | Mașini sport      | [ 23 ] [ 24 ] [ 25 ] [ 26 ] [ 27 ] |                   |
| 1970 | Nu s-a desfășurat                  | Nu s-a desfășurat     | Nu s-a desfășurat | Nu s-a desfășurat | Nu s-a desfășurat                  | Nu s-a desfășurat |
| 1971 | Kuniomi Nagamatsu                  | Mitsubishi Colt F2000 | Fuji              | Formula Libre     | [ 29 ] [ 30 ]                      |                   |
| 1972 | John Surtees                       | Surtees TS10-Ford BDA | Fuji              | Formula Libre     | [ 31 ] [ 32 ]                      |                   |
| 1973 | Motoharu Kurosawa                  | March-BMW             | Fuji              | Formula 2000      | [ 33 ]                             |                   |
| 1974 | Nu s-a desfășurat                  | Nu s-a desfășurat     | Nu s-a desfășurat | Nu s-a desfășurat | Nu s-a desfășurat                  | Nu s-a desfășurat |
| 1975 | Masahiro Hasemi                    | March-BMW             | Fuji              | Formula 2000      | [ 34 ]                             |                   |
| 1976 | Jacques Laffite                    | Chevron-BMW           | Suzuka            | Formula 2000      | [ 35 ]                             |                   |